# William Hawi
William Amine Hawi (New York, 5 settembre 1908 – Beirut, 13 luglio 1976) è stato un politico e imprenditore libanese con cittadinanza statunitense.

## Biografia

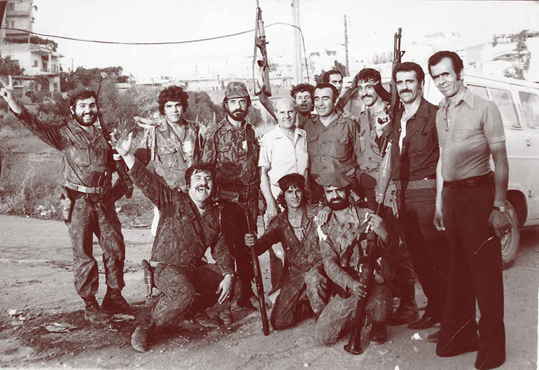
Hawi nel 1975 tra miliziani delle Falangi

Industriale del vetro nato negli Stati Uniti d'America da genitori libanesi cristiani ortodossi, aderì subito alle Falangi Libanesi e nel 1937 con Pierre Gemayel fondò la milizia paramilitare di quel partito, che lottò con i francesi fino all'indipendenza del Libano nel 1943.
Divenuto il capo militare delle Falangi, guidò le milizie anche nella crisi libanese del 1958 dove combatterono a fianco delle forze governative. La sua carica ufficiale era quella di "capo del consiglio di sicurezza delle Falangi", di fatto il numero due del partito.
Nel 1975, Hawi condusse le operazioni contro i guerriglieri palestinesi nei suq di Beirut, Karantina, Jisr el Basha, Dekwaneh, Galerie Semaan, in quella che è nota come la "Battaglia degli Hotel" che segnò l'inizio della seconda guerra civile libanese.
Fu ucciso da un cecchino palestinese il 13 luglio del 1976, a Tel El-Zaatar, mentre ispezionava le posizioni tenute dai suoi miliziani sulla linea del fronte tra Beirut est e Beirut ovest.
A capo delle milizie fu allora chiamato Bashir Gemayel, il carismatico figlio di Pierre Gemayel, futuro presidente della repubblica, di quello che divenne il nucleo principale delle milizie delle Forze Libanesi.